# نوري سفري
نوري سفري مواليد 23 ديسمبر 1976 في غوستيفار، جمهورية يوغوسلافيا الاشتراكية الاتحادية، هو ملاكم محترف ألباني.

## السيرة الشخصية
ولد سفري في غوستيفار، جمهورية يوغوسلافيا الاشتراكية الاتحادية (الآن مقدونيا الشمالية) وهو من أصل ألباني. أثناء وجوده في يوغوسلافيا عندما كان يبلغ من العمر ثماني سنوات، بدأ المصارعة وهي رياضة تنافس فيها جده بشكل احترافي. في عام 1992 هربت عائلته من غوستيفار وانتقلت إلى برجدورف في سويسرا. وجد سفري صعوبة في التكيف مع نمط الحياة وتغيير اللغة، وعندما كان عمره 15 عامًا في ذلك الوقت كان كبيرًا جدًا على التعليم الإلزامي. انخرط في الملاكمة من أجل المساعدة في الاندماج في المجتمع السويسري. بدأ في التدريب تحت إشراف المدرب ساندور كونيا في صالة رياضية محلية في برجدورف، لكنه تدرب أيضًا مع فنان الدفاع عن النفس السويسري الأسطوري والملاكم أندي هيوز أيضًا.

## الهواة
مع سجل مثالي من 10 انتصارات 9 منها بالضربة القاضية، أصبح سفري بطل الهواة الثقيل السويسري في عام 1998. بعد فترة وجيزة من فوزه باللقب، بدأ في التركيز على التحول المهني للتقاعد من مهنة الهواة بنهاية ناجحة دون هزيمة.

## المحترفين
ظهر لأول مرة في 31 مارس 1999 ضد السلوفاكي ميروسلاف دزورندا في وورب، سويسرا. وفاز سيفري (البالغ من العمر 22 عامًا) بالنزال بالضربة القاضية في الجولة الأولى. جاءت هزيمته الأولى في 16 يونيو 2001 ضد الأوكراني كوستيانتين أوخري، مع عدم قدرة سفري على الاستمرار في الجولة الرابعة بسبب إصابة في الضلع. من بين أول 10 انتصارات له في 6 نوبات، فاز جميعهم بالضربات القاضية في الجولات الأربع الأولى، مع 6 بالضربة القاضية في الجولات الافتتاحية.

## إحصائيات
خاض خلال مسيرته 51 نزالا، فاز في 41 ولم يتعادل وخسر في 10. فاز بالضربة القاضية في 23 نزالا.

## المسيرة الاحترافية
من نزالاته:
- خسر أمام فرات أرسلان (2016).
- انتصر على جوليان إيلي (2012).
- انتصر على جوزيف مروا (2009).
- خسر أمام هيربي هايد (2008).
- خسر أمام ماركو هوك (2006).
- خسر أمام تاراس بيدينكو (2005).
- خسر أمام دينيس باختوف (2005).

## الحياة الشخصية
لدى نوري أخ أصغر منه هو سفر سفري وهو أيضًا ملاكم محترف في قسم وزن الطواف. في ديسمبر 2011 تم تعيين نوري وشقيقه سفر سفري مواطنين فخريين في مسقط رأسهم، غوستيفار في مقدونيا الشمالية قبل عمدة المدينة روفي عثماني.

## روابط خارجية
- الملف الشخصي على بوكس ريك